# Белявский, Сергей Иванович
Серге́й Ива́нович Беля́вский (25 ноября (7 декабря) 1883, Санкт-Петербург — 13 октября 1953, Ленинград) — советский российский астроном, член-корреспондент Академии наук СССР (1939).

## Биография
Окончил Рижскую гимназию и математическое отделение физико-математического факультета Санкт-Петербургского университета (1906). В 1909—1925 годах возглавлял Симеизское отделение Пулковской обсерватории, в 1937—1944 — директор Пулковской обсерватории.

## Научный вклад[1]
Специалист по астрофотометрии, астрометрии и исследованию переменных звёзд. Открыл яркую комету C/1911 S3 (Белявского), 36 астероидов (один из которых, (1074) Белявския, назван в его честь, а астероид (978) Айдамина в честь в честь друга семьи первооткрывателя Аиды Минаевой) и свыше 250 переменных звёзд. Среди открытых астероидов есть такие, как (1001) Гауссия, (1065) Амундсения  и (1094) Сиберия. Составитель «Каталога фотографических величин 2777 звёзд» (1915) и «Астрографического каталога 11322 звёзд» (1947).

## В литературе
Герой главы «Сергей Иваныч» в книге О. Мандельштама «Шум времени» (1925).